# Ente Nacional Regulador de la Electricidad
El Ente Nacional Regulador de la Electricidad (ENRE) es un organismo desconcentrado en el ámbito del Ministerio de Economía de la República Argentina. Regula las concesiones de transporte y distribución de energía eléctrica en el país. Fue creado por la ley 24.065 de 1992.

## Función y objetivos
La ley 24.065 dispone sus objetivos:
- Hacer cumplir el Régimen de Energía Eléctrica
- Dictar reglamentos para productores, transportistas, distribuidores y usuarios de energía eléctrica
- Prevenir conductas anticompetitivas o monopólicas
- Determinar las bases y condiciones para el otorgamiento de concesiones
- Llamar a selecciones y realizar adjudicaciones

## Concesionarios
Los actuales concesionarios son:
- Edenor S.A.
- Edesur S.A.
- Transener S.A.
- Transba S.A.
- Transpa S.A.
- Transco S.A.
- Transnea S.A.
- Transnoa S.A.
- Distrocuyo S.A.